# Jiří Švachula
Jiří Švachula (* 10. června 1966) je český podnikatel a bývalý místní politik, bývalý člen hnutí ANO, který byl jako hlavní obžalovaný v rozsáhlé korupční kauze Stoka odsouzen k 9,5 roku vězení. V letech 2014 až 2018 byl místostarostou a radním městské části Brno-střed, poté v letech 2018 až 2019 jejím radním. Odvolán byl zastupitelstvem městské části kvůli účasti v kauze Stoka.

## Život
Matkou Švachuly je Ludmila Neveselá.
V roce 1984 absolvoval odborné učiliště, následně si na brněnském gymnáziu dodělal maturitu a následně pracoval pro Československou televizi, Filmové studio Barrandov a Krátký film Praha. Byl výtvarně činný pod uměleckým jménem George, v utajené komunikaci asi i proto používal přezdívku Básník (tak byl označován i v odposleších). Před rokem 1989 se též živil jako tzv. vekslák.
V Brně provozoval od roku 1990 galerii Aspekt na Údolní č. 13 (do roku 2002 se společníkem ing. arch. Josefem Chloupkem) a vinotéku Garage Wine, dále údajně podnikal jako majitel zastaváren, byl společníkem reklamní agentury ASPEKT ADVERT s.r.o. a jeho firma Pure Power (později přejmenována na Rouchovanská sluneční s.r.o.) vybudovala v Rouchovanech fotovoltaickou elektrárnu. V roce 2007 založil NADACI ASPEKT 2000 za účelem podpory umělecké tvorby mladých umělců.
Švachula měl těsné vazby na dvojku hnutí ANO, Jaroslava Faltýnka, generálního ředitele ČEZu Daniela Beneše a podnikatele z blízkosti prezidenta Miloše Zemana.

## Politika
Jako radní byl zodpovědný za oblast investic a městských bytů. Kromě toho byl členem dozorčí rady firmy ČD Cargo a rozkladové komise Úřadu pro ochranu hospodářské soutěže. Působil také v představenstvu firmy Veletrhy Brno.

### Kauza Stoka
Podle obžaloby se jednalo systém korupce při zadávání veřejných zakázek v letech 2015 až 2019, přičemž za úplatky kolem 10 % ceny zakázky ve výběrových řízeních vyhrávala předem určená firma. V březnu 2019 byl policií zadržen a čas do listopadu 2020 strávil ve vazbě, posléze byl propuštěn a dále byl vyšetřován na svobodě. Státní zástupkyně pro Švachulu navrhla trest 14 let odnětí svobody ve věznici se zvýšenou ostrahou.
Rozsudek v kauze měl být původně vynesen 31. ledna 2022, kvůli opomenutým důkazům však soud musel znovu otevřít dokazování.  Proto rozsudek padl až 31. května, kdy byl Švachula odsouzen k 9,5 roku odnětí svobody. Část kauzy soud vrátil k dořešení státnímu zastupitelství.

### Kauza úniku z policejních spisů
Jiří Švachula byl společně s podnikatelem Samanem El-Talabanim stíhán v kauze úniku informací z policejních spisů. Stíhání bylo v říjnu 2023 zastaveno, protože toto jednání bylo v porovnání s již uloženým trestem v kauze Stoka marginální a stíhání by tak bylo neúčelné.